# Love Me, Please Love Me (chanson)
Love Me, Please Love Me est la chanson éponyme du premier album de Michel Polnareff, sorti en 1966.

## Historique
Enregistrée à Londres au studio Pye, elle obtient le « prix de la Critique » au Festival de la rose d'or d'Antibes et devient rapidement le tube de l'été 1966.
Les paroles, marquées par le franglais, sont de Michel Polnareff et Frank Gérald ; la composition est de Michel Polnareff. Les arrangements sont signés Charles Blackwell. 
Michel Polnareff confiera[Quand ?] : « Pour Love Me, Please Love Me, nous avons introduit dans l'orchestration un piano pas très juste, trois choristes, deux batteries, des violons et nous avons soigné tout particulièrement l'introduction. »[réf. nécessaire]

## Structure musicale
La composition au piano est en sol majeur, avec un glissement momentané en mi bémol majeur (notes de mi et de si altérées) juste après les paroles « Je suis fou de vous ». Le morceau est joué en 
 (12 croches par mesure). La main gauche joue chacune de ces croches tout le long de la chanson. La grille d'accord se décompose en cinq parties distinctes : 
|              | 1   | 1   | 1   | 1   | 2  | 2   | 2 | 2    | 3 | 3  | 3 | 3 | 4 | 4  | 4 | 4  |
| ------------ | --- | --- | --- | --- | -- | --- | - | ---- | - | -- | - | - | - | -- | - | -- |
| Introduction | G   | G   | B7  | B7  | Em | Em7 | C | Eb   | G | Em | C | D | G | Em | C | D  |
| Refrain 1/2  | G   | G   | B7  | B7  | Em | Em7 | C | Eb   | G | Em | C | D | G | Em | C | D  |
| Refrain 2/2  | G   | G   | B7  | B7  | Em | Em7 | C | Eb   | G | Em | C | D | G | C  | G | G7 |
| Couplet 1/2  | CM7 | CM7 | Bm7 | Bm7 | C  | D   | G | G7   |   |    |   |   |   |    |   |    |
| Couplet 2/2  | CM7 | CM7 | Bm7 | Bm7 | C  | C   | D | Daug |   |    |   |   |   |    |   |    |

## Liens Externes
- Ressources relatives à la musique :   - Discogs
  - MusicBrainz (groupes de sorties)